# Nat Stuckey
Nat Stuckey, född 17 december 1933 i Cass County, Texas, död 24 augusti 1988 i Nashville, Tennessee, var en amerikansk countrysångare. Han fick sin första hit med "Sweet Thang" 1966. Samma år blev hans låt "Waitin' in the Welfare Line" en hit med Buck Owens.

## Diskografi
Album
- 1966 – Nat Stuckey Really Sings
- 1967 – All My Tomorrows
- 1968 – Stuckey Style
- 1968 – Nat Stuckey Sings
- 1969 – Keep 'Em Country
- 1969 – Young Love (med Connie Smith)
- 1969 – New Country Roads
- 1970 – Sunday Morning (med Connie Smith)
- 1970 – Old Man Willis
- 1970 – Country Fever
- 1971 – She Wakes Me with a Kiss Every Morning
- 1971 – Only a Woman Like You
- 1972 – Forgive Me for Calling You Darling
- 1972 – Is It Any Wonder That I Love You
- 1973 – Take Time to Love Her/I Used It All On You
- 1974 – The Best of Nat Stuckey
- 1976 – Independence